# اوروهراپولا
اوروهراپولا (انگلیسی: Uruherapola) یک روستا در کشور سری‌لانکا است.